# Vitinica (Sapna)
Pour les articles homonymes, voir Vitinica.
Vitinica (en serbe cyrillique : Витиница) est un village de Bosnie-Herzégovine. Il est situé dans la municipalité de Sapna, dans le canton de Tuzla et dans la fédération de Bosnie-et-Herzégovine. Selon les premiers résultats du recensement bosnien de 2013, il compte 3 104 habitants.
Avant 1998, le village faisait entièrement partie de la municipalité de Zvornik ; après 1998, son territoire a été partiellement rattaché à la municipalité de Sapna nouvellement créée et intégrée à la fédération de Bosnie-et-Herzégovine.

## Démographie

### Évolution historique de la population dans la localité
| 1948 | 1953 | 1961  | 1971  | 1981  | 1991  | 2013  |
| ---- | ---- | ----- | ----- | ----- | ----- | ----- |
| -    | -    | 1 837 | 2 179 | 2 797 | 3 116 | 3 104 |

|  |